# Gregor Wentzel
Gregor Wentzel (* 17. Februar 1898 in Düsseldorf; † 12. August 1978 in Ascona) war ein deutscher theoretischer Physiker.

## Werdegang
Wentzel studierte in Freiburg im Breisgau und Greifswald und ab 1920 in München bei Arnold Sommerfeld, wo er auch Wolfgang Pauli und Werner Heisenberg traf und 1921 promovierte. 1922 habilitierte er sich in München (Zur Quantentheorie der Betastrahlen) und wurde 1926 Professor für theoretische Physik an der Universität Leipzig.
Wentzel wurde 1928 Nachfolger Erwin Schrödingers an der Universität Zürich und machte Zürich gemeinsam mit Wolfgang Pauli, der im gleichen Jahr Professor an der ETH Zürich wurde, zu einem internationalen Zentrum der theoretischen Physik. 1933 erschien sein Artikel „Wellenmechanik der Stoß- und Strahlungsvorgänge“ im Handbuch der Physik. Seine „Einführung in die Quantentheorie der Wellenfelder“ von 1943 war bis zur Revolutionierung der Quantenfeldtheorie durch Richard Feynman, Julian Schwinger und andere, die Ende der 1940er Jahre einsetzte, das führende Lehrbuch. 1924 fand er das später nach Richard Feynman benannte Pfadintegral, die Arbeiten wurden aber kaum beachtet.
Während des Krieges übernahm er die Vorlesungen von Wolfgang Pauli an der ETH.
Ab 1948 war er bis zu seiner Emeritierung 1969 Professor an der University of Chicago (danach als Professor Emeritus bis zu seinem Tod).
Er war unter anderem Gastprofessor an der University of Wisconsin–Madison (1930), der Purdue University (1947), der Stanford University (1949), am Tata Institute of Fundamental Research (1951) und an der University of California, Berkeley (1954). 1975 erhielt er die Max-Planck-Medaille. Ab 1959 war er Mitglied der National Academy of Sciences.
Wentzel ist mit Hendrik Anthony Kramers und Léon Brillouin einer der Erfinder der WKB-Näherung in der Quantenmechanik.

## Schriften
- Einführung in die Quantentheorie der Wellenfelder, Wien: Deuticke 1943
- Gregor Wentzel: Quantum Theory of Fields. Dover Publications, Newburyport 2014, ISBN 978-0-486-17449-5.
- Gregor Wentzel: Quantum Theory of Fields (until 1947). In: Jagdish Mehra (Hrsg.): The Physicist’s Conception of Nature. Springer Netherlands, Dordrecht 1960, ISBN 978-94-010-2604-8, S. 380–403, doi:10.1007/978-94-010-2602-4_18.